# Роуз, Миа (певица)
Maria Antónia Teixeira Rosa, более известна как Mia Rose (Миа Роуз) (Wimbledon, Январь 26, 1988) — португальско-английская певица-бард, а также ютубер, ставшая известной благодаря сайту YouTube с именем miaarose. В июле 2007 года количество просмотров её персонального канала превысило 65000 раз. К 18 ноября 2007 года, цифра достигла 87526, а 17 сентября 2008 года было уже 146295. С тех же самых пор она стоит на четвёртом месте среди артистов по количеству просмотров на YouTube. А 3 ноября 2012 году число просмотров равно 132019163.

## Музыкальная карьера
Роуз открыла свой канал на сервисе YouTube 29 декабря 2006 года во время Рождественских каникул в университете. Она ежедневно размещала видеозаписи своих песен и в течение месяца множество раз становилась музыкантом, на чью страницу подписывалось рекордное количество зрителей.
В 2008 году, после её успеха на YouTube, она появилась на Google Zeitgeist и была докладчиком на конференции SIME в Швеции.
В мае 2009 года Миа пишет, записывает и распространяет песню «Let Go», продавая её на ITunes в Португалии. Песня быстро стала самой продаваемой в списке скачиваемых треков и заняла второе место в чарте по загрузкам.
К ноябрю 2010 года, количество подписчиков на канал, достигло 265 000.
На её счету выступление с музыкантом Ханной Гаргоур(Hanna Gargour), вместе с которым Роуз исполнила песню «Waiting on the World to Change». Королева Иордании Рания отметила, что эта песня была примером того, как искусство может способствовать снижению международного культурного разрыва.
Её второй самостоятельно выпущенный сингл с песнями «What Would Christmas Be Like?» и «Fallin’ For You» был представлен 2 декабря 2009 года. Песня «What Would Christmas Be Like?» была написана самой Роуз, в то время как «Fallin 'For You» является песней Colbie Caillat.
До отъезда в Великобританию из Португалии, Миа Роуз в подростковом возрасте также работала в качестве модели для агентства «Молодые лица Лондона».
По данным с официальной страницы MySpace, сейчас Миа живёт в Нью-Йорке, в Соединенных Штатах Америки. Там же она опубликовала для широкой публики свою первую песню «Hold Me Now».

## Сотрудничество с лейблами
В январе 2007 года, Райан Лесли подписал Роуз к NextSelection / Universal.
Но в 2009 сотрудничество с лейблом было прекращено из-за разногласий и разного видения творчества Роуз. Лейбл хотел, чтобы она пела в стиле хип-хоп, в то время, как Миа больше любила поп-рок музыку.
После разрыва контракта с NextSelection, через некоторое время был подписан новый, с португальским лейблом «Cherry Entertainment».

## Дискография

### Синглы
| Одинокий          | Год  | Португальский Чарт |
| ----------------- | ---- | ------------------ |
| Let Go(Let Me Go) | 2009 | 2                  |